# Europa Cup (mannenhandbal) 1981/82
De European Champions Cup 1981/82 was de tweeëntwintigste editie van de hoogste handbalcompetitie voor clubs in Europa.

## Deelnemers
| Eerste ronde             | Eerste ronde        | Eerste ronde       | Eerste ronde             |
| ------------------------ | ------------------- | ------------------ | ------------------------ |
| NCR/Blauw-Wit Neerbeek   | Maccabi Petah Tikva | HB Dudelange       | Sporting Neerpelt        |
| Nordstrand IF            | Ionikos Athens      | Honved Budapest    | TSV St. Otmar St. Gallen |
| Sporting CP              | Beşiktaş JK         | CSKA Sofia         | USM Gagny                |
| ASKO Linz                | Cividin Trieste     | HC Brentwood       | Sjundea IF               |
| Tweede ronde             |                     |                    |                          |
| Vikingaernas Helsingborg | Borac Banja Luka    | VSZ Kosice         | Helsingor IF             |
| SC Magdeburg             | TV Großwallstadt    | Vikingur Reykjavik | Atlético Madrid          |

## Voorronde

### Eerste ronde
| Team 1                 | Score   | Team 2                   | 1       | 2       |
| ---------------------- | ------- | ------------------------ | ------- | ------- |
| NCR/Blauw-Wit Neerbeek | 33 – 36 | Sporting Neerpelt        | 19 – 21 | 14 – 15 |
| Ionikos Athens         | 33 – 76 | Honved Budapest          | 22 – 39 | 11 – 37 |
| CSKA Sofia             | 64 – 39 | Beşiktaş JK              | 37 – 17 | 27 – 22 |
| Maccabi Petah Tikva    | 45 – 55 | ASKO Linz                | 27 – 28 | 18 – 27 |
| Sjundea IF             | 42 – 42 | Nordstrand IF            | 20 – 15 | 22 – 27 |
| HC Brentwood           | 44 – 47 | HB Dudelange             | 25 – 32 | 19 – 25 |
| Cividin Trieste        | 38 – 41 | TSV St. Otmar St. Gallen | 23 – 21 | 15 – 20 |
| Sporting CP            | 47 – 59 | USM Gagny                | 25 – 27 | 22 – 32 |

### Tweede ronde
| Team 1                   | Score   | Team 2                   | 1       | 2       |
| ------------------------ | ------- | ------------------------ | ------- | ------- |
| Honved Budapest          | 58 – 55 | USM Gagny                | 34 – 28 | 24 – 27 |
| CSKA Sofia               | 42 – 43 | Vikingaernas Helsingborg | 24 – 21 | 18 – 22 |
| Helsingor IF             | 45 – 37 | Sporting Neerpelt        | 26 – 16 | 19 – 21 |
| HB Dudelange             | 30 – 46 | VSZ Kosice               | 15 – 21 | 15 – 25 |
| Borac Banja Luka         | 63 – 44 | ASKO Linz                | 32 – 22 | 31 – 22 |
| SC Magdeburg             | 30 – 31 | TV Großwallstadt         | 15 – 13 | 15 – 18 |
| Vikingur Reykjavik       | 36 – 38 | Atlético Madrid          | 14 – 15 | 22 – 23 |
| TSV St. Otmar St. Gallen | 59 – 40 | Sjundea IF               | 28 – 24 | 31 – 16 |

### Kwartfinale
| Team 1                   | Score   | Team 2                   | 1       | 2       |
| ------------------------ | ------- | ------------------------ | ------- | ------- |
| Vikingaernas Helsingborg | 55 – 67 | Honved Budapest          | 28 – 27 | 27 – 40 |
| VSZ Kosice               | 46 – 46 | Helsingor IF             | 32 – 26 | 14 – 20 |
| TV Großwallstadt         | 34 – 31 | Borac Banja Luka         | 19 – 16 | 15 – 15 |
| Atlético Madrid          | 39 – 40 | TSV St. Otmar St. Gallen | 21 – 18 | 18 – 22 |

### Halve finale
| Team 1                   | Score   | Team 2           | 1       | 2       |
| ------------------------ | ------- | ---------------- | ------- | ------- |
| Helsingor IF             | 44 – 46 | Honved Budapest  | 23 – 22 | 21 – 24 |
| TSV St. Otmar St. Gallen | 34 – 32 | TV Großwallstadt | 16 – 15 | 18 – 17 |

### Finale
| Datum           | Team 1                   | Score   | Team 2                   | Locatie                  |
| --------------- | ------------------------ | ------- | ------------------------ | ------------------------ |
| ?               | Honved Budapest          | 25 – 16 | TSV St. Otmar St. Gallen | Boedapest, Hongarije     |
| ?               | TSV St. Otmar St. Gallen | 18 – 24 | Honved Budapest          | Eisstadion, Davos        |
| Totaal          |                          |         |                          |                          |
| Honved Budapest | Honved Budapest          | 49 – 34 | TSV St. Otmar St. Gallen | TSV St. Otmar St. Gallen |

|                            |
|                            |
| Honved Budapest 1ste titel |